# Hospital Júlio de Matos
O Hospital Júlio de Matos é um hospital especializado em psiquiatria e saúde mental, que integra desde 2024 a Unidade Local de Saúde de São José (ULS São José), anteriormente Centro Hospitalar Psiquiátrico de Lisboa (CHPL), que por sua vez pertence ao Serviço Nacional de Saúde (SNS).
O Hospital Júlio de Matos fica localizado na antiga freguesia de São João de Brito, atualmente freguesia de Alvalade, em Lisboa.
Embora tivesse sido aberto ao público em 2 de abril de 1942, as suas origens remontam a 1912, ano que se iniciou o estudo para a construção do "Novo Manicómio de Lisboa", cujo objectivo era ser uma opção ao antigo Hospital Miguel Bombarda.

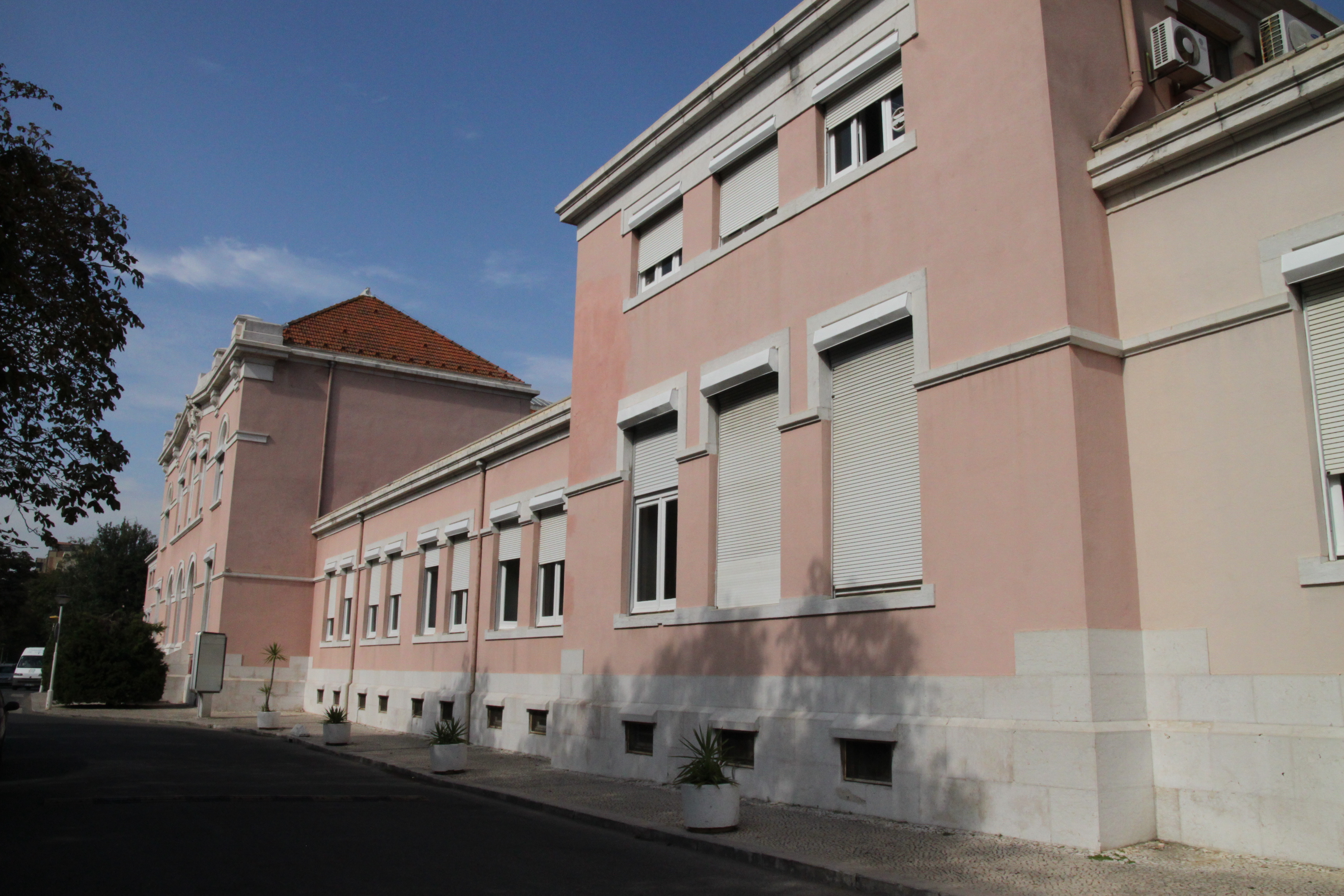
Hospital Júlio de Matos

Considerado um dos melhores da Europa, na época da sua inauguração, este hospital trouxe várias inovações, entre as quais a primeira Unidade de Psicocirurgia em Portugal, onde foi desenvolvido o método cirúrgico leucotomia, da autoria de Egas Moniz. Outra novidade foi a nova forma de abordagem no tratamento dos doentes psiquiátricos, que permitia, a alguns, a circulação no exterior do hospital.
Foi neste hospital que se realizaram alguns encontros internacionais de renome como a primeira Reunião Europeia de Neurocirurgia (1947), ou o primeiro Congresso Internacional de Psicocirurgia (1948), presidido pelo médico norte-americano Walter Freeman. Este último congresso teve a particularidade de ser aquele onde Egas Moniz foi proposto para o Nobel de Fisiologia ou Medicina.